# Houston Huskies
La Houston Huskies è stata una squadra statunitense di Hockey su ghiaccio di Houston, in Texas. La squadra, nata sulle ceneri della Houston Skippers, fu membro della United States Hockey League e rimase attiva dal 1947 al 1949. Nel 1948 la squadra vinse la Louden Cup grazie all'allenatore Toe Blake. Verso la fine dell'anno successivo si sciolse.